# RD Águeda
Recreio Desportivo de Águeda ist ein portugiesischer Fußballverein aus Águeda.

## Geschichte
RD Águeda wurde am 10. April 1924 gegründet und spielte lange Zeit nur im regionalen Ligabereich. Nach dem Aufstieg in die Segunda Divisão im Sommer 1977 etablierte sich die Mannschaft in der zweithöchsten Spielklasse, ab Beginn der 1980er stand sie regelmäßig im Aufstiegsrennen. 1983 gewann sie ihre Staffel und stieg in die Primeira Divisão auf. Die Spielzeit 1983/84 beendete sie jedoch nach sieben Saisonsiegen gemeinsam mit GD Estoril Praia und SC Espinho auf einem Abstiegsplatz. Zwei Jahre später verpasste der Klub als Vizemeister mit einem Punkt Rückstand auf O Elvas CAD den Wiederaufstieg nur knapp, 1990 schaffte er als Tabellensechster die Qualifikation für die neu eingeführte Segunda Divisão de Honra als eingleisige zweithöchste Spielklasse. Zehn Siege in 38 Spielen in der Spielzeit 1990/91 reichten jedoch nicht zum Klassenerhalt.
RD Águeda rutschte in der Folge in der portugiesischen Ligapyramide ab, so dass der Klub wieder im regionalen Ligabereich seines Distrikts antrat. Nach dem Abstieg aus der Terceira Divisão 1997 konnte sich der Klub nach der Rückkehr Mitte der 2000er Jahre hier nicht mehr dauerhaft halten. 2020 gelang der Mannschaft mit dem Aufstieg in die zwischenzeitlich als viertklassige Spielklasse eingeführte Campeonato de Portugal kurzzeitig die erneute Rückkehr in den überregionalen Fußball, wo sie aber den Klassenerhalt verpasste.